# 朱知炪
临泉庄靖王朱知炪（1504年—1520年），明朝临泉荣穆王朱奇湒孙，镇国将军朱表柃庶长子。
正德七年（1512年）奉敕管理府事。正德九年（1514年）七月，朱奇湒去世。正德十五年（1520年），明武宗准朱知炪袭封，但朱知炪还没有受册拜袭封就去世了，后来追封为王。
朱知炪没有儿子。朱知炪的庶二弟輔國將軍朱知烓请求袭封。礼部认为没有弟弟袭封兄长为郡王的先例，请求让朱知烓仍以原官职奉祀，正德十六年（1521年）十二月，明世宗同意，临泉国除。
嘉靖二年（1523年）九月，世宗遣英國公張崙等為正使，翰林院編修黃佐等為副使，持節冊封致仕翰林院譯字官盧佐的女兒為臨泉王妃。

## 评价
- 《弇山堂别集》卷073：履正志和，寬樂令終。